# Murtomäki järnvägsstation

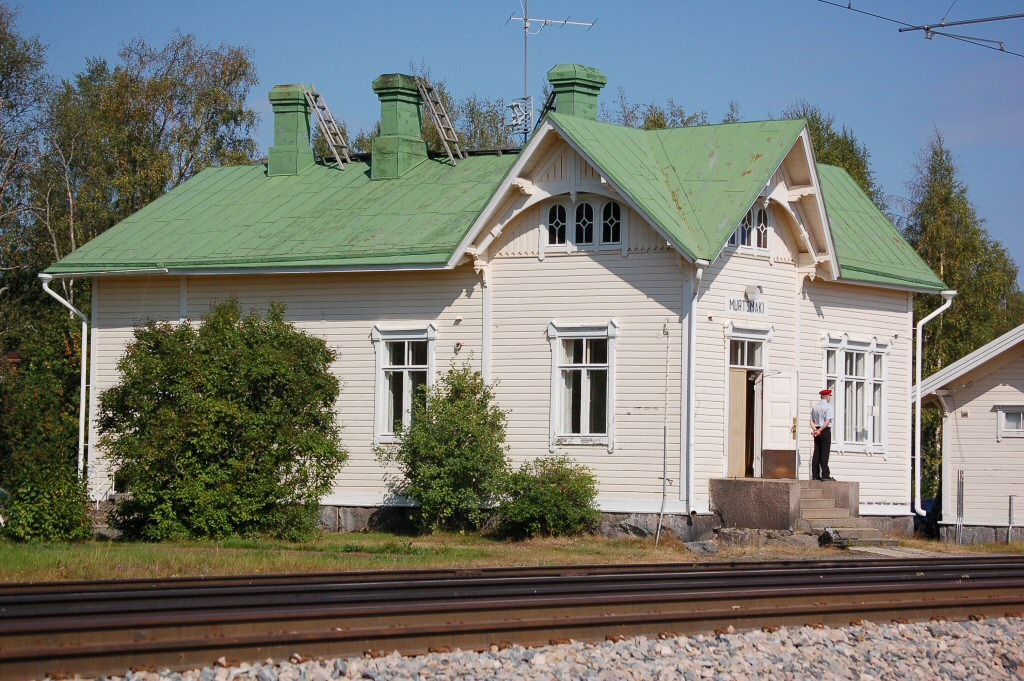
Murtomäki stationshus (Bruno Granholm)

Murtomäki järnvägsstation ligger i Murtomäki by cirka 20 km söder om Kajana på Idensalmi-Kontiomäki-banan i Finland. Otanmäkibanan och den nya Talvivaarabanan börjar från Murtomäki.